# Phân loại thống kê quốc tế về các bệnh tật và vấn đề sức khỏe liên quan
Phân loại thống kê quốc tế về các bệnh tật và vấn đề sức khỏe liên quan (tiếng Anh: International Statistical Classification of Diseases and Related Health Problems), gọi tắt là Phân loại quốc tế về bệnh tật (tiếng Anh: International Classification of Diseases, viết tắt: ICD) cung cấp mã hóa các bệnh thành những mã ngắn gọn, làm chuẩn cho công tác nghiên cứu và thực hành y học. Không những giúp ích khi bệnh nhân được chuyển từ nước này sang nước khác (tránh lỗi dịch), ở trong cùng một nước ICD cũng giúp tránh sự hiểu sai do cách dùng từ khác nhau giữa nhân viên y tế do đào tạo bởi các trường khác nhau, hoặc được đào tạo trong các thời kỳ khác nhau.
Hiện nay, nhiều quốc gia đang phát triển sử dụng ICD-9, nhưng những quốc gia phát triển đã bắt đầu sử dụng ICD-10